# Karl Jeschke
Karl Hermann Jeschke (ur. 17 sierpnia 1890 w Hohenliebenthal, zm. 3 stycznia 1970 w Mülheim an der Ruhr) – SS-Oberscharführer, członek załogi obozu koncentracyjnego Auschwitz-Birkenau.
Z zawodu był robotnikiem. Członek NSDAP od 1933. Do 1944 pełnił służbę w Wehrmachcie, biorąc udział w walkach frontowych. W lipcu 1944 został wcielony do Waffen-SS i skierowany do służby w Auschwitz-Birkenau jako strażnik i konwojent drużyn roboczych. W połowie września 1944 przeniesiono go do podobozu Charlottengrube. Po wojnie Jeschke został osądzony w pierwszym procesie oświęcimskim przez Najwyższy Trybunał Narodowy w Krakowie i skazany 22 grudnia 1947 na karę 3 lat pozbawienia wolności.